# Interstate 480 (Iowa-Nebraska)
Die Interstate 480 (kurz I-480) ist ein kurzer Interstate Highway in den Vereinigten Staaten, der die Innenstadt von Omaha in Nebraska ausgehend von der Interstate 80 mit Council Bluffs in Iowa mit der Interstate 29 verbindet. Die gesamte Länge beträgt nur 7,89 km (4,90 mi). Der Streckenabschnitt in Nebraska wird Gerald R. Ford Freeway genannt.

## Geschichte
Die Interstate 480 wurde am 21. Oktober 1966 eröffnet.
Im Jahre 1999 sollte die I-480 in südlicher Richtung nach Plattsmouth und anschließend in Richtung bis zur Interstate 29 auf eine Gesamtlänge von 31 Kilometer erweitert werden. Der Gesetzentwurf des Repräsentantenhauses kam jedoch nie durch die Ausschüsse. Stattdessen begannen die Staaten Nebraska und Iowa damit, zwei Brücken über den Missouri River zu planen.